# Bersama swynnertonii
Bersama swynnertonii là một loài thực vật thuộc họ Melianthaceae. Đây là loài đặc hữu của Zimbabwe. Chúng hiện đang bị đe dọa vì mất nơi sống.